# Jorge Quiroga Ramírez

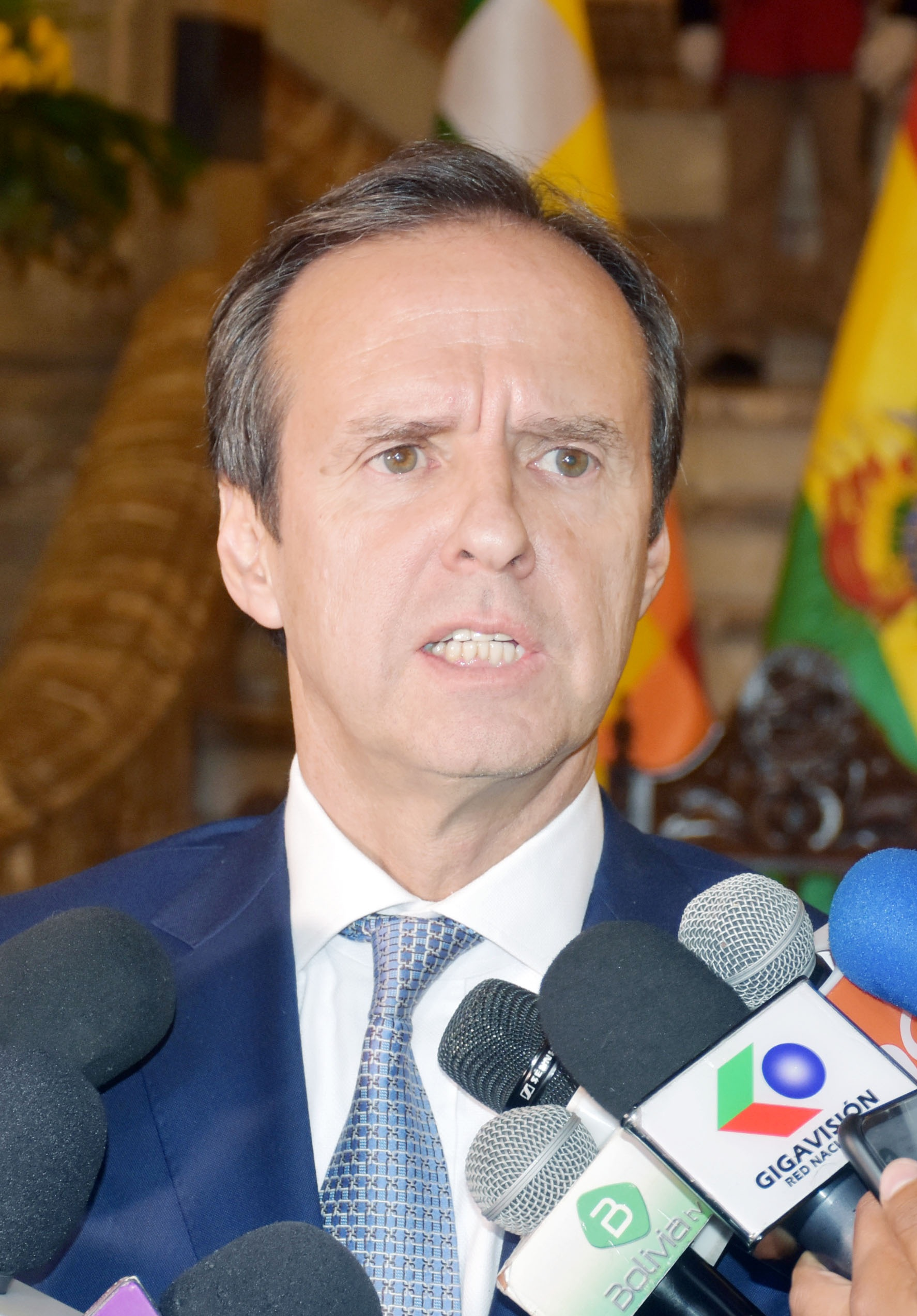
Jorge Quiroga Ramírez, 2019

Jorge Fernando „Tuto“ Quiroga Ramírez (* 5. Mai 1960 in Cochabamba) ist ein bolivianischer Politiker und Ingenieur. Er war von 2001 bis 2002 der 62. Präsident Boliviens, nachdem er zuvor von 1997 bis 2001 als Vizepräsident amtiert hatte. Zuvor diente er 1992 kurzzeitig als Finanzminister. Bei den Präsidentschaftswahlen 2005 und 2014 trat er als Oppositionskandidat an; 2020 zog er seine Kandidatur eine Woche vor der Wahl zurück. Bei der Präsidentschaftswahl 2025 erhielt Quiroga im ersten Wahlgang die zweitmeisten Stimmen und qualifizierte sich für die Stichwahl am 19. Oktober.

## Leben und Ausbildung
Nach seinem Schulabschluss in Santa Cruz 1977, studierte Quiroga in den USA und erwarb an der Texas A&M University einen Bachelor-Grad als Wirtschaftsingenieur, danach 1986 den Master of Business Administration an der St. Edward’s University in Austin (Texas). Quiroga arbeitete zunächst in den USA für IBM und kehrte 1988 nach Bolivien zurück.
Quiroga ist seit 1989 mit der US-Amerikanerin Virginia Gillum verheiratet und hat mit ihr vier Kinder.

## Politische Laufbahn

### Frühe politische Laufbahn
Ende der 1980er Jahre trat Quiroga in die Mitte-rechts-Partei Acción Democrática Nacionalista (ADN) des ehemaligen Militärdiktators Hugo Banzer ein. In der Regierung von Jaime Paz Zamora wirkte er 1990 bis 1992 als Vizeminister für öffentliche Investitionen und internationale Zusammenarbeit; im März 1992 wurde er zum Finanzminister berufen (bis November 1992).

### Vizepräsident (1997–2001)
Bei den allgemeinen Wahlen vom 1997 trat Quiroga als Kandidat der Acción Democrática Nacionalista für das Amt des Vizepräsidenten an, an der Seite des Präsidentschaftskandidaten Hugo Banzer. Das Ticket gewann mit 22,26 % der Stimmen und setzte sich damit in einer Stichwahl im Parlament gegen die Regierungskoalition durch. Mit seinem Amtsantritt am 6. August 1997 wurde Quiroga im Alter von 37 Jahren der jüngste Vizepräsident in der Geschichte Boliviens. Er blieb bis zum 7. August 2001 im Amt.

### Präsident (2001–2002)
Nach Banzers krankheitsbedingtem Rücktritt übernahm Quiroga zunächst am 1. Juli 2001 kommissarisch die Amtsgeschäfte und wurde am 7. August 2001 als Präsident vereidigt; seine Amtszeit endete planmäßig am 6. August 2002. In seine Regierungszeit fällt u. a. die Berufung der Juristin Tomasa Yarhui zur Ministerin für indigene, campesina und volksnahe Angelegenheiten. Sie gilt als erste indigene Frau in einem Ministeramt auf nationaler Ebene.

### Politische Tätigkeit seit 2002
In den ersten Jahren der Regierung des neuen Präsidenten Evo Morales galt er als einer seiner schärfsten Kritiker. 2010 wurde er wegen Verleumdung und übler Nachrede angeklagt. Er bezichtigte die Führung der öffentlichen Bankengruppe Banco Unión S.A. der Korruption, Geldwäsche und Misswirtschaft. In erster Instanz wurde er zu 2 Jahren und 8 Monaten Haft verurteilt. Damit kann er laut Verfassung nicht mehr für ein öffentliches Amt kandidieren. Quiroga hält sich allerdings im Ausland auf und hat die Haft damit nicht angetreten. Er beteiligt sich weiterhin an Initiativen, um seine Kritik an der bolivianischen und anderen linksgerichteten Regierungen Lateinamerikas an die Öffentlichkeit zu bringen. Anfang 2011 soll laut Vizepräsident García Linera ein weiterer Prozess angestrengt werden. Dabei geht es um Verträge mit Ölkonzernen, die Quiroga während seiner Amtszeit als Präsident unterschrieben hat.
Nach seiner Präsidentschaft engagierte sich Quiroga in internationalen Gremien. Er ist Vollmitglied der Club de Madrid und fungierte zeitweise als Vizepräsident der Organisation. Er gehörte Aufsichtsgremien und Think-Tanks an, darunter Results for Development (R4D) und bis 2023 New Direction, einem der Partei Europäische Konservative und Reformer im Europäischen Parlament nahestehenden Think-Tank.
Im Kontext der Krise 2019 wurde er am 2. Dezember 2019 von Interimspräsidentin Jeanine Áñez zum Sonderdelegierten bei der internationalen Gemeinschaft ernannt; am 8. Januar 2020 trat er zurück, um seine Teilnahme am darauffolgenden Wahlprozess vorzubereiten.

### Präsidentschaftskandidaturen
- 2005: Für die vorgezogene Präsidentschaftswahl trat er formell aus der ADN aus, um als nicht parteigebundener Kandidat für das Wahlbündnis PO.DEMO.S anzutreten. Die ADN unterstützte seine Kandidatur und verzichtete auf einen eigenen Präsidentschaftskandidaten; er erreichte 28,6 % der Stimmen und lag damit hinter Evo Morales (MAS).[1]
- 2014: Kandidat des Partido Demócrata Cristiano (PDC) gemeinsam mit Tomasa Yarhui als Vize; Ergebnis 9,04 % der Stimmen.[2]
- 2020: Kandidat der Allianz Libre21 – Libertad y Democracia; Rückzug am 11. Oktober 2020, eine Woche vor der Wahl.[3]
- 2025: Für die Wahlen 2025 trat er mit dem Wahlbündnis Libertad y Democracia (Freiheit und Demokratie), kurz Libre, an. Es handelt sich um eine Koalition aus dem Frente Revolucionario de Izquierda (Revolutionäre Linke Front) und der Movimiento Demócrata Social (Demokratisch-Soziale Bewegung).[13] Sein Kandidat für das Amt des Vizepräsidenten war Juan Pablo Velasco.  Mit 27 % der Stimmen erreichte den zweiten Platz hinter Rodrigo Paz Pereira (31 %) und qualifizierte sich für die Stichwahl am 19. Oktober.